# Johann Siegmund von Rosenberg
Johann Siegmund von Rosenberg (* 1708 in Labiau; † nach 26. Januar 1777)  war preußischer Generalmajor sowie Erbherr von Powayen, Medenau und Mosehnen in Ostpreußen.

## Leben

### Militärkarriere
Rosenberg kam 1733 als Gefreitenkorporal in das Infanterieregiment „von Flanß“. Dort wurde er am 16. September 1737 Fähnrich und am 9. August 1739 Sekondeleutnant. Während des Ersten Schlesischen Krieges kämpfte er bei der Belagerung von Cosel und in der Schlacht bei Chotusitz. Im Zweiten Schlesischen Krieg kämpfte Rosenberg in der Schlacht bei Hohenfriedberg. Am 6. September 1745 wurde er Premierleutnant und stieg bis zum 14. Oktober 1754 zum Kapitän und Kompaniechef auf. Während des Siebenjährigen Krieges kämpfte er bei Groß-Jägersdorf, Zorndorf, Kay und Kunersdorf. In der Zeit wurde Rosenberg am 14. September 1758 mit Patent vom 8. September 1758 Major.
Nach dem Krieg wurde er am 10. Juni 1765 Oberstleutnant und am 22. November 1765 schließlich Regimentskommandeur. Am 20. Mai 1770 beförderte man ihn mit Patent vom 21. Mai 1770 zum Oberst. Am 26. Januar 1777 erhielt Rosenberg seine Demission als Generalmajor und verstarb kurz darauf.

### Familie
Rosenberg heiratete am 9. Januar 1755 Maria Charlotte von Okalowski, verwitwete von Scholten. Aus der Ehe ging der Sohn Christoph Ludwig Theodor Sigismund (* 2. September 1756; † 27. Dezember 1836) hervor, der ebenfalls eine Militärkarriere einschlug und es bis zum Rittmeister brachte.
Nach dem Tod seiner ersten Frau heiratete Rosenberg am 8. Oktober 1771 in Königsberg Barbara Elisabeth Küchenmeister von Sternberg (* 1732; † 22. Mai 1799).